# 高颖明
高颖明（1970年4月—），辽宁锦州人，满族，中国共产党党员。中华人民共和国政治人物、第十二届全国人民代表大会、第十三届全国人民代表大会辽宁地区代表。
2017年，被选为全国人大代表。2018年2月24日，当选为第十三届全国人大代表。